# Witness (film, 1988)
Witness est un thriller indien en malayalam, réalisé par Viji Thampi (en), scénarisé par Renjith (en) d'après une histoire de Jagathy Sreekumar (en), sorti en 1988.

## Fiche technique
- Genre : Thriller, comédie

## Distribution
- Jayaram (en)
- Suresh Gopi (en)
- Jagathy Sreekumar (en)
- Parvathy (en)
- Madhu (en)
- Sukumaran (en)